# 애치슨 선언

애치슨 라인

애치슨 선언(Acheson line declaration, 애치슨선 선언)은 1950년 1월 12일에 발표된, 미국의 국무장관이었던 딘 애치슨에 의해 발표된 선언이다. 여기서 애치슨 라인(Acheson line)은 그 선언에서 발표된 미국의 동북아시아에 대한 극동방위선을 의미한다.
1950년 1월 10일, 미국 상원 외교위원회의 비밀회담에 참석한 애치슨은 미국의 극동방위선이 대만의 동쪽 즉, 일본 오키나와와 필리핀을 연결하는 선이라고 말하였다. 이틀 후(1월 12일), 외교위원장 톰 코널리는 이를 대외에 발표하였다.

## 경과
애치슨은 워싱턴 내셔널 프레스 클럽에서 열린 전미국신문기자협회에 참석하여 '아시아의 위기'라는 제목으로 연설하면서, 스탈린과 마오쩌둥의 영토적 야심을 저지하기 위한 미국의 동북아시아 방위선을 재확인하는 발언을 하였다. 태평양에서 미국의 지역방위선을 알류샨 열도 - 일본 - 오키나와 - 필리핀을 연결하는 이른바 '애치슨 라인'으로 한다는 것이었다. 그 결과로 대한민국과 중화민국, 인도차이나 반도가 미국의 방위선에서 사실상 제외되었다. 이 선언은 중화민국 정부가 국공내전으로 인하여 타이완으로 천도(국부천대)한 것에 대한 미국 조야의 충격을 반영한 것이다. 더욱이 한반도는 당시까지만해도 전략적으로 중요하지 않다는 인식이 지배적이었기 때문에 한국을 미국의 방위선에서 제외하게 됐다는 것이 후일의 평가다.

## 반응

### 대한민국
애치슨의 이같은 선언 이후 1950년 3월 8일, 대통령 이승만은 이런 미국의 대한 정책에 우려를 표명한 장문의 각서를 미 국무성에 제출하였다.
우리는 지금 북방의 적이 여하한 순간에도 우리가 저항 못할 만큼의 많은 무기를 가지고 우리를 공격할 수 있다고 알고 있으면서도 아직 서울에 머무르고 있는 것을 귀하가 생각해 준다면 다소라도 우리의 입장을 이해할 수 있을 것이라고 믿습니다. 우리는 고사포도 없고 하늘에 띄울 비행기도 없으며, 탄환조차도 없습니다. 현재의 군사원조 계획으로는 탄약과 부속품과 기계 장치를 움직이는데 필요한 약간의 공급이 있을 뿐입니다.
⋯ 모스크바가 북한에 남침의 청신호를 내리는 것을 방지하는 것은 공산주의와의 타협을 용인하지 않는 한국 국민의 결심과 나의 확고한 태도뿐인 것입니다. ⋯ 우리는 국토 방위에 필요한 만큼의 무력을 갖추고 싶을 뿐입니다. 공군과 해군이 건설된다는 사실만으로도 한국민과 북방의 적에 대해서 커다란 심리적 효과가 있는 것입니다. 그러나 이것을 수행하기 위해서는 국무성이 현재의 미국 방위선에 한국을 포함토록 수정을 하지 않으면 안 됩니다.

대한민국의 임병직 외무부장관은 즉시 주한 미국대사인 존 무초를 불러 애치슨 선언의 진의를 해명해 달라고 요구했다. 또 장면 대사에게 훈령을 보내 애치슨 발언의 경위를 신속히 조사하여 보고하라고 지시했다. 그러나 애치슨은 한국이 미국의 극동방위권에서 제외된 이유에 대해 한마디 회답도 보내주지 않았다. 이후 한국 전쟁이 발발하자 애치슨의 선언에 그 책임이 있다는 비난을 받았다.

## 같이 보기
- 딘 애치슨
- 6.25 전쟁
- 제1차 대만 해협 위기